# Весловуцкий, Цезарь Васильевич
Цезарь Васильевич Веславуцкий  (укр. Цезар Васильович Веславуцький; 1925 — 1999) — советский и украинский спортсмен и тренер; Мастер спорта СССР (1955), судья международной категории (1983).
Автор работ по тяжелой атлетике.

## Биография
Родился 18 сентября 1925 года в селе Головчинцы Украинской ССР, ныне Летичевского района Хмельницкой области Украины.
В детстве остался полной сиротой и попал в детский дом. 
Начал заниматься тяжелой атлетикой в 1948 году, когда проходил службу в Советской армии. Выступал за ДСО «Спартак» (Киев). Тренировался под руководством Я. Г. Куценко. Становился бронзовым призером чемпионата СССР (1957, 1958); был чемпионом (1955, 1957, 1958) и серебряным призером чемпионатов Украинской ССР (1952, 1953, 1961).
После окончания спортивной карьеры, работал тренером этого же спортивного общества «Спартак». В числе его учеников — В. Тарасенко, Л. Коноплянко, В. Убирия и другие штангисты.
В 1954 году Весловуцкий окончил Киевский государственный институт физической культуры (ныне Национальный университет физического воспитания и спорта Украины). В 1965—1991 годах он был членом президиума Федерации тяжелой атлетики СССР. С 1994 года выступал в соревнованиях ветеранов, в 1995—1998 годах был чемпионом мира, Европы и Украины, установив рекорды мира в своей возрастной группе.
Умер 20 октября 1999 года в Киеве. Похоронен на Берковецком кладбище города (участок № 81). Был награждён государственными орденами и медалями.